# Färöischer Fußballpokal 2002
Der Färöische Fußballpokal 2002, auch bekannt als Løgmanssteypið 2002, fand zwischen dem 3. März und 29. Juli 2002 statt und wurde zum 48. Mal ausgespielt. Im Endspiel, welches im Tórsvøllur-Stadion in Tórshavn auf Naturrasen ausgetragen wurde, siegte NSÍ Runavík mit 2:1 gegen HB Tórshavn und konnte den Pokal somit nach 1986 zum zweiten Mal gewinnen. Zudem nahm NSÍ Runavík dadurch an der Qualifikationsrunde zum UEFA-Pokal 2003/04 teil.
NSÍ Runavík und HB Tórshavn belegten in der Meisterschaft die Plätze zwei und eins. Mit FS Vágar erreichte ein Zweitligist das Viertelfinale. Titelverteidiger B36 Tórshavn schied hingegen im Viertelfinale aus.

## Teilnehmer
Teilnahmeberechtigt waren folgende 18 A-Mannschaften der vier färöischen Ligen:
| 1. Deild | 2. Deild                                                 | 3. Deild             | 4. Deild      |
| B36 Tórshavn B68 Toftir EB/Streymur GÍ Gøta HB Tórshavn KÍ Klaksvík NSÍ Runavík Skála ÍF TB Tvøroyri VB Vágur | B71 Sandur FS Vágar ÍF Fuglafjørður LÍF Leirvík SÍ Sumba | AB Argir Royn Hvalba | Fram Tórshavn |

## Modus
Sämtliche Erstligisten waren für die Gruppenphase gesetzt. Die verbliebenen unterklassigen Mannschaften spielten in zwei Runden die restlichen beiden Teilnehmer aus. In der Gruppenphase spielte jede Mannschaft zweimal gegen jede andere, wobei sich die Erst- und Zweitplatzierten jeder Gruppe sowie die zwei besten Drittplatzierten für die nächste Runde qualifizierten. Anschließend wurde im K.-o.-System weitergespielt.

## Qualifikation
Die Partien der Qualifikationsrunde fanden zwischen dem 3. und 10. März statt.
|                 | Ergebnis  |               |
| --------------- | --------- | ------------- |
| FS Vágar        | 8:0 (4:0) | Royn Hvalba   |
| SÍ Sumba        | 2:1 (0:1) | Fram Tórshavn |
| B71 Sandur      | 3:2 (2:0) | LÍF Leirvík   |
| ÍF Fuglafjørður | 1:2 (1:1) | AB Argir      |

## 1. Runde
Die Partien der 1. Runde fanden am 16. März statt.
|          | Ergebnis  |            |
| -------- | --------- | ---------- |
| FS Vágar | 3:0 (1:0) | AB Argir   |
| SÍ Sumba | 2:1 (0:0) | B71 Sandur |

## Gruppenphase
Die Partien der Gruppenphase fanden zwischen dem 22. März und 21. April statt.

### Gruppe 1
| Pl. | Verein       | Sp. | S | U | N | Tore    | Diff. | Punkte |
| --- | ------------ | --- | - | - | - | ------- | ----- | ------ |
| 1.  | NSÍ Runavík  | 6   | 4 | 1 | 1 | 008:500 | +3    | 13     |
| 2.  | VB Vágur     | 6   | 4 | 0 | 2 | 015:110 | +4    | 12     |
| 3.  | B36 Tórshavn | 6   | 3 | 1 | 2 | 018:700 | +11   | 10     |
| 4.  | SÍ Sumba     | 6   | 0 | 0 | 6 | 003:210 | −18   | 0      |

| 23. März 2002  |            |              |
| SÍ Sumba       | 1:2 (0:1)  | B36 Tórshavn |
| VB Vágur       | 2:1 (0:1)  | NSÍ Runavík  |
| 28. März 2002  |            |              |
| NSÍ Runavík    | 01:1 (0:1) | B36 Tórshavn |
| SÍ Sumba       | 00:5 (0:2) | VB Vágur     |
| 1. April 2002  |            |              |
| B36 Tórshavn   | 03:0 (1:0) | VB Vágur     |
| 6. April 2002  |            |              |
| B36 Tórshavn   | 10:0 (4:0) | SÍ Sumba     |
| NSÍ Runavík    | 04:1 (1:0) | VB Vágur     |
| 13. April 2002 |            |              |
| B36 Tórshavn   | 01:2 (1:0) | NSÍ Runavík  |
| VB Vágur       | 04:2 (2:0) | SÍ Sumba     |
| 19. April 2002 |            |              |
| NSÍ Runavík    | 1w/o 1     | SÍ Sumba     |
| 21. April 2002 |            |              |
| NSÍ Runavík    | 1w/o 2     | SÍ Sumba     |
| VB Vágur       | 03:1 (2:0) | B36 Tórshavn |

### Gruppe 2
| Pl. | Verein      | Sp. | S | U | N | Tore    | Diff. | Punkte |
| --- | ----------- | --- | - | - | - | ------- | ----- | ------ |
| 1.  | GÍ Gøta     | 6   | 3 | 3 | 0 | 011:500 | +6    | 12     |
| 2.  | EB/Streymur | 6   | 1 | 3 | 2 | 007:800 | −1    | 06     |
| 3.  | FS Vágar    | 6   | 1 | 3 | 2 | 006:800 | −2    | 06     |
| 4.  | TB Tvøroyri | 6   | 1 | 3 | 2 | 009:120 | −3    | 06     |

| 23. März 2002  |           |             |
| FS Vágar       | 1:1 (1:1) | GÍ Gøta     |
| TB Tvøroyri    | 2:1 (1:0) | EB/Streymur |
| 28. März 2002  |           |             |
| EB/Streymur    | 2:1 (1:0) | FS Vágar    |
| GÍ Gøta        | 3:0 (1:0) | TB Tvøroyri |
| 1. April 2002  |           |             |
| EB/Streymur    | 1:2 (1:0) | GÍ Gøta     |
| FS Vágar       | 2:1 (1:0) | TB Tvøroyri |
| 6. April 2002  |           |             |
| EB/Streymur    | 2:2 (2:2) | TB Tvøroyri |
| GÍ Gøta        | 2:0 (1:0) | FS Vágar    |
| 13. April 2002 |           |             |
| FS Vágar       | 1:1 (0:0) | EB/Streymur |
| TB Tvøroyri    | 3:3 (1:1) | GÍ Gøta     |
| 20. April 2002 |           |             |
| GÍ Gøta        | 0:0       | EB/Streymur |
| TB Tvøroyri    | 1:1 (0:0) | FS Vágar    |

### Gruppe 3
| Pl. | Verein      | Sp. | S | U | N | Tore    | Diff. | Punkte |
| --- | ----------- | --- | - | - | - | ------- | ----- | ------ |
| 1.  | HB Tórshavn | 6   | 5 | 1 | 0 | 020:800 | +12   | 16     |
| 2.  | B68 Toftir  | 6   | 3 | 0 | 3 | 014:120 | +2    | 09     |
| 3.  | Skála ÍF    | 6   | 2 | 0 | 4 | 009:180 | −9    | 06     |
| 4.  | KÍ Klaksvík | 6   | 1 | 1 | 4 | 011:160 | −5    | 04     |

| 23. März 2002  |           |             |
| HB Tórshavn    | 3:1 (1:1) | B68 Toftir  |
| 24. März 2002  |           |             |
| Skála ÍF       | 4:2 (1:2) | KÍ Klaksvík |
| 28. März 2002  |           |             |
| B68 Toftir     | 2:0 (0:0) | Skála ÍF    |
| HB Tórshavn    | 2:2 (0:0) | KÍ Klaksvík |
| 1. April 2002  |           |             |
| KÍ Klaksvík    | 4:1 (1:0) | B68 Toftir  |
| Skála ÍF       | 0:3 (0:1) | HB Tórshavn |
| 6. April 2002  |           |             |
| B68 Toftir     | 2:3 (1:0) | HB Tórshavn |
| KÍ Klaksvík    | 1:2 (1:1) | Skála ÍF    |
| 13. April 2002 |           |             |
| KÍ Klaksvík    | 1:3 (0:0) | HB Tórshavn |
| Skála ÍF       | 1:4 (1:3) | B68 Toftir  |
| 20. April 2002 |           |             |
| B68 Toftir     | 4:1 (0:1) | KÍ Klaksvík |
| HB Tórshavn    | 6:2 (2:1) | Skála ÍF    |

## Viertelfinale
Die Viertelfinalpartien fanden zwischen dem 28. April und dem 12. Mai statt.
|             | Ergebnis                         |              |
| ----------- | -------------------------------- | ------------ |
| GÍ Gøta     | 1:2 (1:1)                        | B68 Toftir   |
| NSÍ Runavík | 3:3 n. V. (3:3, 1:2) (6:4 i. E.) | FS Vágar     |
| HB Tórshavn | 3:0 (1:0)                        | B36 Tórshavn |
| VB Vágur    | 2:0 (1:0)                        | EB/Streymur  |

## Halbfinale
Die Hinspiele im Halbfinale fanden am 12. Mai und 5. Juni statt, die Rückspiele am 13. Juni.
|             | Gesamt |             | Hinspiel  | Rückspiel |
| ----------- | ------ | ----------- | --------- | --------- |
| NSÍ Runavík | 3:2    | B68 Toftir  | 0:0       | 3:2 (0:0) |
| VB Vágur    | 0:5    | HB Tórshavn | 0:2 (0:0) | 0:3 (0:0) |

## Finale
| Paarung        | HB Tórshavn – NSÍ Runavík |
| Ergebnis       | 1:2 (1:0) |
| Datum          | 29. Juli 2002 |
| Stadion        | Tórsvøllur, Tórshavn |
| Zuschauer      | 4.207 |
| Schiedsrichter | Birgir Sondum (Tórshavn) |
| Tore           | 1:0 Rógvi Jacobsen (34.) 1:1 Ulrik Balling (48.) 1:2 Brynjolvur Nielsen (85., Elfmeter) |
| HB Tórshavn    | Bárður Johannesen – Hans á Lag, Jan Dam, Hallur Danielsen (88. Eyðun Samuelsen), Jóhannis Joensen, Jón Rói Jacobsen – Nicu Dogaru (61. Pætur M. Dahl), Rúni Nolsøe , Rógvi Jacobsen, Tór-Ingar Akselsen – Andrew av Fløtum Cheftrainer: Ion Geolgău ( Rumänien)                                        |
| NSÍ Runavík    | Jens Martin Knudsen – Arnfinn Langgaard, Pól Thorsteinsson, Brynjolvur Nielsen, Sjúrður Jacobsen, Helgi L. Petersen – Kári Hansen (69. Djóni N. Joensen), Ian Højgaard, Gert Langgaard, Jónstein Petersen (75. Eddie Mikkelsen) – Ulrik Balling (70. Bergur Djurhuus) Cheftrainer: Jógvan Martin Olsen |
| Gelbe Karten   | Jóhannis Joensen, Nicu Dogaru, Andrew av Fløtum, Hallur Danielsen – Pól A. Thorsteinsson |
| Platzverweise  | keine – Pól A. Thorsteinsson (67.) |

## Torschützenliste
Bei gleicher Anzahl von Treffern sind die Spieler nach dem Nachnamen alphabetisch geordnet.
| Platz | Spieler                  | Verein       | Tore |
| ----- | ------------------------ | ------------ | ---- |
| 1     | Andrew av Fløtum         | HB Tórshavn  | 09   |
| 2     | Uni Arge                 | HB Tórshavn  | 08   |
| 3     | Jens Erik Rasmussen      | FS Vágar     | 06   |
| 4     | Øssur Hansen             | B68 Toftir   | 05   |
| 4     | Anders Nygaard           | B68 Toftir   | 05   |
| 4     | John Petersen            | B36 Tórshavn | 05   |
| 4     | Sonni L. Petersen        | NSÍ Runavík  | 05   |
| 4     | Nenad Zivanovic          | VB Vágur     | 05   |
| 9     | Jens Kristian Hansen     | B36 Tórshavn | 04   |
| 9     | Rógvi Jacobsen           | HB Tórshavn  | 04   |
| 9     | Aleksandar Radosavljevic | TB Tvøroyri  | 04   |